# 中央区 (浜松市)
中央区（ちゅうおうく）は、浜松市を構成する3区の行政区の一つ。2024年1月1日に浜松市の行政区の再編に伴い、合区の上で浜名区とともに新設された。国内の政令指定都市の行政区では最も人口が多く、2番目に多い横浜市港北区とは20万人以上の差がある。また千葉県船橋市を除くすべての中核市の人口を上回るほか、全国で唯一の都道府県（鳥取県）の人口を上回る行政区となっている。

## 歴史
- 1889年（明治22年）4月1日 - 町村制の施行により、後の本区域に以下の町村が発足。
  - 豊田郡 - 豊西村、中ノ町村
  - 長上郡 - 有玉村、万斛村、笠井村、市野村、天王村、蒲村、橋田村、飯田村、芳川村、河輪村、五島村
  - 敷知郡 - 浜松町、曳馬下村、三方原村、天神町村、白脇村、浅場村、新津村、篠原村、舞阪町、村櫛村、南庄内村、北庄内村、和地村、須ノ木沢村、伊佐見村、神久呂村、雄踏村、入野村、富塚村
- 1891年（明治24年）
  - 6月12日 - 万斛村が中郡村に、橋田村が和田村に、曳馬下村が曳馬村に改称。
  - 7月14日 - 須ノ木沢村が吉野村に改称。
  - 9月17日 - 笠井村が町制施行して笠井町となる。
- 1896年（明治29年）4月1日 - 郡制の施行のため、各町村が浜名郡の所属となる。
- 1908年（明治41年）1月1日 - 有玉村・中郡村および小野田村の一部（半田）が合併して積志村が発足。
- 1904年（明治37年）12月14日 - 白脇村の一部（浜松寺島・浜松八幡地・龍禅寺）が浜松町に編入。
- 1908年（明治41年）10月1日 - 浅場村の一部（浅田・伊場・海老塚・東鴨江）が浜松町に編入。
- 1909年（明治42年）12月28日 - 吉野村の一部（段子川）が富塚村に編入。
- 1910年（明治43年）3月28日 - 入野村の一部（高塚）が浅場村に編入。
- 1911年（明治44年）7月1日 - 浜松町が市制施行して浜松市が発足。
- 1912年（大正元年）10月1日 - 富塚村の一部（両追分・和地山・浜松沢）が浜松市に編入。
- 1914年（大正3年）3月10日 - 浅場村が可美村に改称。
- 1916年（大正5年）5月1日 - 曳馬村、天神町村の各一部が浜松市に編入。
- 1921年（大正10年）4月1日 - 天神町村が浜松市に編入。
- 1925年（大正14年）2月11日 - 雄踏村が町制施行して雄踏町となる。
- 1927年（昭和2年）2月1日 - 天王村・市野村が合併して長上村が発足。
- 1934年（昭和9年）2月11日 - 曳馬村が町制施行して曳馬町となる。
- 1936年（昭和11年）2月11日 - 曳馬町・富塚村が浜松市に編入。
- 1939年（昭和14年）7月1日 - 白脇村・蒲村が浜松市に編入。
- 1949年（昭和24年）
  - 4月1日 - 可美村の一部（明神野・東明神野）が浜松市に編入。
  - 8月1日 - 入野村の一部が浜松市に編入（後の中区域）。
- 1951年（昭和26年）
  - 3月23日 - 新津村・河輪村・五島村が浜松市に編入。
  - 4月1日 - 豊西村と笠井町が合併し、改めて笠井町が発足。
- 1953年（昭和28年）4月1日 - 神久呂村の一部（志都呂）が入野村に編入。
- 1954年（昭和29年）
  - 3月31日 - 笠井町・長上村・和田村・中ノ町村が浜松市に編入。
  - 7月1日 - 芳川村・飯田村・吉野村・三方原村が浜松市に編入。
- 1955年（昭和30年）
  - 3月31日 - 神久呂村が浜松市に編入。
  - 4月1日 - 村櫛村・南庄内村・北庄内村が合併して庄内村が発足。
- 1956年（昭和31年）9月30日 - 和地村・伊佐見村が合併して湖東村が発足。
- 1957年（昭和32年）
  - 3月31日 - 入野村および湖東村の一部が浜松市に編入。
  - 10月1日 - 積志村が浜松市に編入。
- 1960年（昭和35年）10月1日 - 湖東村が浜松市に編入。
- 1961年（昭和36年）6月20日 - 篠原村が浜松市に編入。
- 1965年（昭和40年）7月1日 - 庄内村が浜松市に編入。
- 1991年（平成3年）5月1日 - 可美村が浜松市に編入。
- 2005年（平成17年）7月1日 - 舞阪町・雄踏町が浜松市に編入。
- 2007年（平成19年）4月1日 - 浜松市の政令指定都市移行に伴い、中区・東区・西区・南区・北区が発足。
- 2024年（令和6年）1月1日 - 浜松市の行政区再編により、中区・東区・西区・南区および北区の一部（初生町・三方原町・東三方町・豊岡町・三幸町・大原町・根洗町）が中央区となる。

## 交通

### 鉄道

#### 鉄道路線
東海旅客鉄道（JR東海）
- 東海道新幹線：- 浜松駅 -
- 東海道本線：天竜川駅 - 浜松駅 - 高塚駅 - 舞阪駅 - 弁天島駅

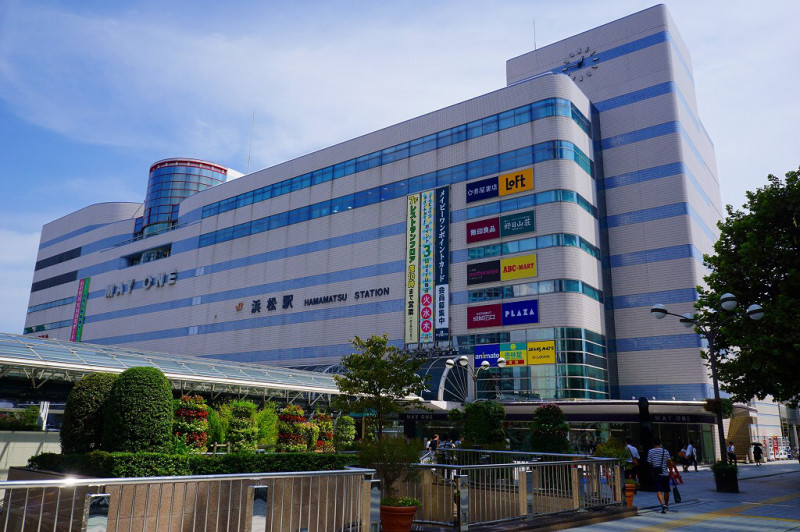
浜松駅北口

遠州鉄道
- 鉄道線（西鹿島線）：新浜松駅 - 第一通り駅 - 遠州病院駅 - 八幡駅 - 助信駅 - 曳馬駅 - 上島駅 -自動車学校前駅 - さぎの宮駅 - 積志駅 - 遠州西ヶ崎駅

### バス

#### 路線バス
- 遠鉄バス

バスターミナル
- 浜松駅バスターミナル

### タクシー
- 遠鉄タクシー
- 浜松交通
- 浜松日本タクシー
- 光タクシー
- フジタクシー

営業所
- 遠鉄タクシー本社営業所
- 遠鉄タクシー浜松西営業所
- 遠鉄タクシー浜松南営業所
- 浜松交通本社営業所
- 浜松日本タクシー本社営業所
- 光タクシー本社営業所
- フジタクシー小豆餅営業所

### 道路

#### 高速道路
東名高速道路が区内を通過しており、浜松インターチェンジ、浜松西インターチェンジが所在する。中央区からは外れるが、新東名高速道路浜松浜北インターチェンジ（浜名区）も最寄りのインターチェンジである。

#### 国道
- 国道1号
- 国道150号
- 国道152号
- 国道257号

#### 県道
主要県道
- 静岡県道45号天竜浜松線
- 静岡県道48号舘山寺鹿谷線
- 静岡県道49号細江舞阪線
- 静岡県道62号浜松雄踏線
- 静岡県道65号浜松環状線

## 行政
中央区役所は旧中区役所と同じ場所に設置された。旧東区役所は中央区東行政センター、旧南区役所は中央区南行政センター、旧西区役所は中央区西行政センターとなり、これまで通りの行政サービスが提供されている。

### 医療施設
主な病院
- JA静岡厚生連 遠州病院 （中央一丁目）
- 浜松医療センター（富塚町）
- 社会福祉法人聖隷福祉事業団 総合病院聖隷浜松病院 （住吉二丁目）
- 医療法人社団新風会 丸山病院 （助信町）
- 医療法人社団あずま会 八幡の森クリニック （八幡町）

- 天王病院
- 浜松医科大学医学部附属病院 （半田山一丁目）
- 浜松労災病院 （将監町）
- 浜松北病院 （大瀬町）
- 有玉病院 （有玉南町）

- 医療法人社団一穂会 西山病院（西山町）
- 特定医療法人社団松愛会 松田病院（入野町）
- 医療法人社団和恵会 湖東病院（伊左地町）
- 医療法人三石会 中西整形外科医院（入野町）

- 聖隷三方原病院

## 経済
- スズキ株式会社（輸送機器製造）
- ヤマハ（楽器、電子機器製造）
- 河合楽器製作所（楽器製造）

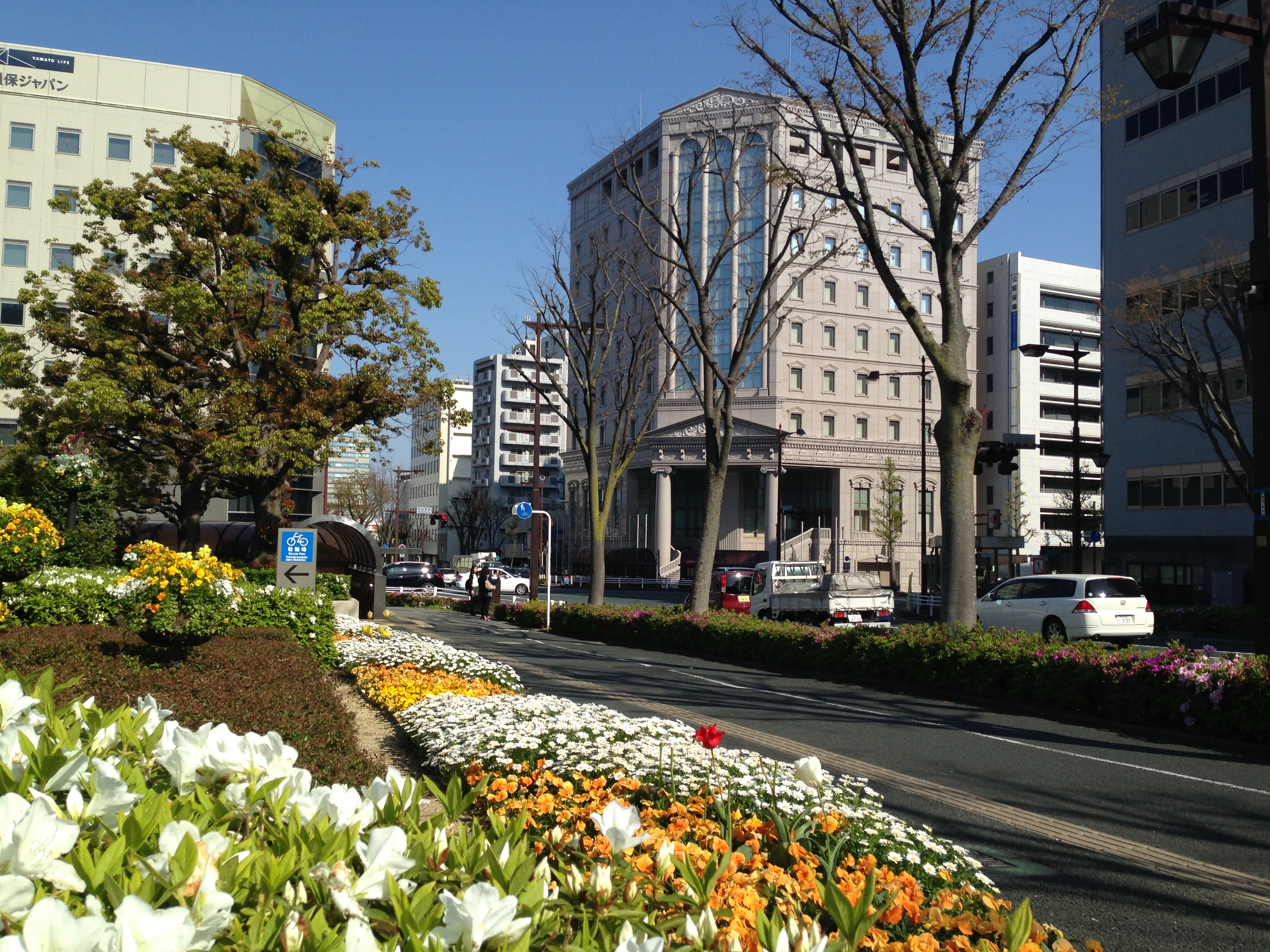
大手通

- 浜松ホトニクス（光電子デバイス製造・開発）
- スクロール（衣料等カタログ通販事業）
- 日本通運（運送業）
- 浜松ホトニクス本社工場
- ヤマハファインテック
- ローム浜松
- 共和レザー
- エンシュウ
- ハマキョウレックス
- ASTI

- 鈴木楽器製作所（ハーモニカ・メロディオン製造）
- エンケイ（自動車部品製造）
- テイボー（マーキングペン先の製造）
- 春華堂（菓子製造。「うなぎパイ」など）
- 三立製菓 (菓子製造。「源氏パイ」など)
- 浜松磐田信用金庫（金融業）
- 遠州信用金庫（金融業）
- 静岡エフエム放送（愛称：K-mix　FMラジオ放送）
- 遠州鉄道（鉄道、バス、不動産事業、百貨店事業）
- 松井（運送業）
- NX商事（商社）
- 東海トラベル（旅行業）
- 炭焼きレストランさわやか（飲食業　げんこつハンバーグなど）
- ミダック（産業廃棄物処理）
- マックスバリュ東海
- 五味八珍（飲食）
- ユタカ技研（排気系・駆動系部品製造）
- 特急ＨＤ（運送業）
- メガバス（ルアーなどの釣具製造）
- ナユタ（蓄電池製造）
- YKマルト（パンなどの食品製造業。山崎製パングループ）
- 中日新聞東海本社（情報・通信業。中日新聞社の地域本社。静岡県西部向けに中日新聞を印刷・発行）
- 一条工務店
- ティ・ダブル・ライン浜松　（運送業）
- 遠鉄観光開発
- OMソーラー
- スズキビジネス
- トクラス（住宅機器。旧ヤマハリビングテック）
- TRINC
- ひくまの出版
- フライングモール
- 源馬
- ティ・ダブル・ライン浜松（運送業）
- 大五ホールディングス（運送業、旧大五運送）

### 第三次産業

#### 商業
主な商業施設
- 遠鉄百貨店
- かじ町プラザ
- ザザシティ浜松
- メイワン
- MEGAドン・キホーテUNY浜松泉町店（旧ピアゴ浜松泉町店）
- イオンモール浜松市野
- 遠鉄ストア笠井店、天王店
- DCM浜松、浜松インター店
- ニトリ浜松和田店
- 浜松プラザ
- マックスバリュ浜松和田店
- ベイシアフードセンター浜松雄踏店
- イオンモール浜松志都呂
- イオン浜松西ショッピングセンター
- 東京インテリア家具浜松店